# Caohai Zhen
Caohai Zhen (kinesiska: 草海, 草海镇) är en köping i Kina. Den ligger i provinsen Yunnan, i den sydvästra delen av landet, omkring 300 kilometer nordväst om provinshuvudstaden Kunming. Antalet invånare är 41 692. Befolkningen består av 21 114 kvinnor och 20 578 män. Barn under 15 år utgör 22,0 %, vuxna 15-64 år 68 %, och äldre över 65 år 8,0 %.
Genomsnittlig årsnederbörd är 1 057 millimeter. Den regnigaste månaden är juli, med i genomsnitt 357 mm nederbörd, och den torraste är november, med 2 mm nederbörd.